# BMW E32
BMW E32 var en luksusbil i 7-serien fra BMW, som blev præsenteret i september 1986. Et år efter introduktionen med sekscylindrede rækkemotorer fulgte modellen 750i med den første tyske V12-motor i efterkrigstiden. E32 var designet af den daværende chefdesigner Claus Luthe.

## Modelhistorie

### Generelt
Efter at udviklingen blev påbegyndt i 1979, kom E32 i første omgang på markedet med de fra forgængeren genbrugte M30-sekscylindermotorer som 730i og 735i. Designet fik hurtigt succes, da forgængeren af mange (især bagtil) anset som for lidt dynamisk.
Fra sommeren 1987 tilbød BMW med den 5,0-liters 12-cylindrede 750i (motortype M70) den første V12-motor fra efterkrigstiden. Allerede i forgængeren E23 havde man eksperimenteret med denne motorarkitektur, men 1970'ernes oliekriser fik projektet til at forsvinde i glemmebogen. Den 12-cylindrede version kunne udefra kendes på kølergrillens brede nyrer. Med denne motorisering kunne BMW for første gang sammenlignes med konkurrenter såsom Jaguar. Hullet mellem de sekscylindrede rækkemotorer og V12-motoren blev senere lukket med en ny generation af V8-motorer.
Med E32 introducerede BMW de L-formede baglygter, som blev typisk for BMW-designet. Den teknisk mulige tophastighed for 750i blev af BMW elektronisk begrænset til 250 km/t. I modellens introduktionsår underskrev BMW sammen med Audi og Mercedes-Benz en frivillig begrænsning på denne hastighed.
For første gang kunne 7-serien fra 1991 leveres med xenonlys (kun nærlys) som ekstraudstyr.

### Facelift
I april 1992 blev modelserien modificeret med mere træ i kabinen samt forkromede dørhåndtag.
Også motorprogrammet blev ændret, så modellen fik de nye V8-motorer af type M60 og en ny femtrins automatgearkasse fra ZF Friedrichshafen. 735i med sekscylindret rækkemotor blev afløst af 730i med V8-motor (M60B30).
Bemærkelsesværdigt er det, at den klassiske sekscylindrede rækkemotor (M30) på 3,0 liter blev solgt sideløbende med 730i med V8-motor (M60B30) frem til produktionens afslutning i 1994.
V8-modellerne fik ligeledes kølergrillen med "brede nyrer", som hidtil havde været forbeholdt V12-modellerne (750i/750iL). Det højeste udstyrsniveau High Line med diverse former for ekstraudstyr (køleboks, telefon, læderindtræk etc.) kom på markedet i 1989.
Modellerne 740i og 750i fandtes udelukkende med automatgear. Tophastigheden på 740i var elektronisk begrænset til 240 km/t for at holde afstand til topmodellen 750i (begrænset til 250 km/t).
Alle versioner fandtes også i en lang udgave. Disse med et ekstra "L" betegnede biler var forlænget med 11,4 cm. Den derved fremskaffede plads kom udelukkende bagsædepassagerne til gode. Som en af de første biler i verden kunne E32 som ekstraudstyr leveres med isoleret dobbeltlagsglas i sideruderne og bagruden. Dette reducerede støjniveauet og forhindrede tildugning af ruderne. Derved reagerede BMW på introduktionen af Mercedes-Benz type 140, som i sideruderne havde isoleret dobbeltlagsglas som standardudstyr. Det drejede sig om to lag sikkerhedsglas med en tykkelse på 3 mm, som i en afstand på 3 mm var klæbet lufttæt sammen med en rundtgående afstandsholder. Den samlede tykkelse på disse ruder var 9 mm.
I oktober 1994 blev E32 afløst af E38.

## Motorer
Modelserien fandtes med fem forskellige benzinmotorer. Ved introduktionen havde 730i og 735i sekscylindrede rækkemotorer, mens 750i havde den dengang nyudviklede M70 V12-motor med en effekt på 300 hk. I 1992 blev den 32-ventilede M60 V8-motor introduceret. 730i fik en version på 3,0 liter, mens 740i var på 4,0 liter. Begge versioner havde en femtrins automatgearkasse fra ZF, mens 730i også kunne leveres med manuel gearkasse. Frem til produktionens afslutning kunne modellen ligeledes leveres med den klassiske sekscylindrede rækkemotor M30B30.

### Tekniske data
|                                                | 730i                            | 730i                             | 735i                             | 740i                  | 750i                                  |
| Byggeperiode                                   | 1986−1994                       | 1992−1994                        | 1986−1992                        | 1992−1994             | 1987−1994                             |
| Motordata                                      |                                 |                                  |                                  |                       |                                       |
| Motorkode                                      | M30B30                          | M60B30                           | M30B35LE                         | M60B40                | M70B50                                |
| Motortype                                      | R6-benzinmotor                  | V8-benzinmotor                   | R6-benzinmotor                   | V8-benzinmotor        | V12-benzinmotor                       |
| Antal ventiler pr. cylinder                    | 2                               | 4                                | 2                                | 4                     | 2                                     |
| Ventilstyring                                  | OHC, kæde                       | 2 × DOHC, kæde                   | OHC, kæde                        | 2 × DOHC, kæde        | 2 × OHC, kæde                         |
| Fødesystem                                     | Multipoint                      | Multipoint                       | Multipoint                       | Multipoint            | Multipoint                            |
| Trykladning                                    | –                               | –                                | –                                | –                     | –                                     |
| Køling                                         | Vandkøling                      | Vandkøling                       | Vandkøling                       | Vandkøling            | Vandkøling                            |
| Boring × slaglængde                            | 89,0 × 80,0 mm                  | 84,0 × 67,6 mm                   | 92,0 × 86,0 mm                   | 89,0 × 80,0 mm        | 84,0 × 75,0 mm                        |
| Slagvolume                                     | 2986 cm³                        | 2997 cm³                         | 3430 cm³                         | 3982 cm³              | 4988 cm³                              |
| Kompressionsforhold                            | 9,0:1                           | 10,5:1                           | 9,0:1                            | 10,0:1                | 8,8:1                                 |
| Maks. effekt ved omdr./min.                    | 138 kW (188 hk) /5800           | 160 kW (218 hk) /5800            | 155 kW (211 hk) /5700            | 210 kW (286 hk) /5800 | 220 kW (300 hk) /5200                 |
| Maks. drejningsmoment ved omdr./min.           | 260 Nm /4000                    | 290 Nm /4500                     | 305 Nm /4000                     | 400 Nm /4500          | 450 Nm /4100                          |
| Kraftoverførsel                                |                                 |                                  |                                  |                       |                                       |
| Drivende hjul                                  | Baghjul                         | Baghjul                          | Baghjul                          | Baghjul               | Baghjul                               |
| Gearkasse (standardudstyr)                     | 5-trins manuel                  | 5-trins manuel                   | 5-trins manuel                   | 5-trins automatisk    | 4-trins automatisk 5-trins automatisk |
| Gearkasse (ekstraudstyr)                       | 4-trins automatisk              | 5-trins automatisk               | 4-trins automatisk               | –                     | –                                     |
| Præstationer                                   |                                 |                                  |                                  |                       |                                       |
| Topfart                                        | 222 km/t                        | 233 km/t (230 km/t)              | 230 km/t                         | (240 km/t)            | (250 km/t)                            |
| Acceleration 0-100 km/t                        | 9,3 sek. (10,6 sek.)            | 8,5 sek. (9,3 sek.)              | 8,3 sek. (9,1 sek.)              | (7,4 sek.)            | (7,4 sek.)                            |
| Brændstofforbrug pr. 100 km ved blandet kørsel | 9,4 liter (9,8 liter) Blyfri 95 | 10,2 liter (9,5 liter) Blyfri 95 | 9,7 liter (10,2 liter) Blyfri 91 | (9,9 liter) Blyfri 95 | (10,9 liter) Blyfri 91                |

1. ↑  Før facelift
2. ↑  Efter facelift
3. ↑  Værdier i ( ) gælder for versioner med automatgear.
4. 1 2  Elektronisk begrænset